# Kostel Všech svatých (Dobročkovice)
Kostel Všech svatých je římskokatolický chrám v obci Dobročkovice v okrese Vyškov. Je chráněn jako kulturní památka České republiky. Jde o farní kostel farnosti Dobročkovice.

## Historie
Kostel pochází ze začátku 14. století. Zřejmě v polovině 17. století byla loď prodloužena k východu a přistavěna věž. V závěru 18. století bylo zbudováno nové kněžiště a sakristie, rovněž vestavěna nová kruchta.

## Popis
Jde o jednolodní stavbu s odsazeným kněžištěm, ke kterému přiléhá čtyřboká sakristie. V hladkých fasádách jsou prolomena velmi nízká, půlkruhem završená okna. Hlavní vstup do kostela je mírně lomným portálem s kamenným ostěním. Kněžiště je zaklenuté valenou klenbou s výsečemi. Sakristie a loď mají ploché stropy. V západní části lodi je kruchta s rovným podhledem. Její parapet spočívá na hranolových pilířích.

## Zařízení
Oltářní obraz Všech svatých pochází z roku 1877, zvon zavěšený ve věži byl ulitý roku 1716.